# Moravia (villa)
Moravia es una villa ubicada en el condado de Cayuga en el estado estadounidense de Nueva York. En el año 2000 tenía una población de 1,363 habitantes y una densidad poblacional de 306 personas por km².

## Geografía
Moravia se encuentra ubicada en las coordenadas 43°42′40″N 76°25′23″O / 43.71111, -76.42306.

## Demografía
Según la Oficina del Censo en 2000 los ingresos medios por hogar en la localidad eran de $33,864, y los ingresos medios por familia eran $41,513. Los hombres tenían unos ingresos medios de $30,625 frente a los $23,264 para las mujeres. La renta per cápita para la localidad era de $16,447. Alrededor del 9.2% de la población estaban por debajo del umbral de pobreza.